# Мамет, Ноа Брайсон
Ноа Брайсон Мамет (англ. Noah Bryson Mamet; род. март 1969, Манхэттен-Бич, Калифорния) — посол Соединенных Штатов в Аргентине.

## Ранние годы и образование
Мамет родился в еврейской семье в Манхэттен-Бич, Калифорния. В 1992 году он окончил Калифорнийский университет в Лос-Анджелесе, получив степень бакалавра искусств.

## Критика
После своего назначения послом США в Аргентине, Мамет был подвергнут критике за то, что входил в группу «послов, поднявших шестизначные суммы» за время кампании переизбрания президента Обамы в 2012 году. В декабре 2013 года BuzzFeed сообщил, что выдвижение Мамета послом в Аргентине стало для его коллег «неожиданностью, а в некоторых случаях было воспринято с гневом. Доноры Демократической партии конфиденциально жалуются, что Мамет использовал работу своих клиентов для собственной политической выгоды и получал пользу от личных отношений с руководителем кампании президента Обамы, Джимом Мессиной». Группа отставных офицеров дипломатической службы США, с тех пор выступает за прекращение практики политических назначений на должность послов. Мамета также критиковали за отсутствие «большого дипломатического опыта» и за то, что он не посещал Аргентину до своего назначения.
В 2014 году пятнадцать бывших председателей государственного союзного департамента служащих (англ. State Department Employees Union) обратились с официальным запросом с требованием отклонить кандидатуру Мамета на должность посла. В запросе выдвигались аналогичные требования по поводу Джорджа Цуниса (для Норвегии) и Коллин Белл (для Венгрии), потому что «они продемонстрировали ограниченное знание стран, в которые они были назначены» на слушаниях в комитете сената. State Department Employees Union опубликовал письмо в Госдепартамент США, в котором призывает « Сенат поддержать отказ назначать этих трёх кандидатов.» Письмо было первым в своём роде, таким образом возник исторический прецедент, связанный с посольскими назначениями в США.